# HTC Desire 601
HTC Desire 601是宏達電在2013年推出的智慧型手機型號，搭載Android 4.2.2作業系統，支援雙卡雙待。它的設計參考HTC One，採用4.5寸QHD螢幕，支援LTE網絡。